# Dalmaticose
La dalmaticose est une maladie des plantes provoquée par un champignon pathogène, Camarosporium dalmaticum (synonymes : Sphaeropsis dalmatica, Macrophoma oleae, Macrophoma dalmatica) sur les fruits de l'Olivier d'Europe. La maladie a été aussi désignée comme « Cécidomyie de l'olive » car attribuée à l'intervention d'un insecte diptère, la cécidomyie de l'olive. L'AFIDOL et le Centre technique de l'Olivier (CTO-Aix) désignent maintenant cette maladie sous le nom de dalmaticose. En Espagne, on l'appelle « El escudete ».

## Agent pathogène
C. dalmaticum s'attaque exclusivement aux olives. L'agent d'infestation est la conidiospore du champignon. Comme bon nombre de champignons parasites phytopathogènes (oïdium, etc), il produit des pycnides sphériques de couleur noire qui contiennent des conidies unicellulaires. Celles-ci germent dans une goutte d'eau et développent, chacune, un filament (mycélium). Ce filament pénêtre entre deux cellules de la cuticule. Si celle-ci est épaisse et cireuse, comme dans l'olive, l'orifice d'une lenticelle va faciliter la pénétration et l'envahissement des tissus du fruit. Ceci est d'autant plus facile que le fruit est gorgé d'eau par la montée de sève provoquée par les pluies d'été. La conjonction chaleur-humidité est bien connue dans le monde de la recherche sur les maladies mycologiques.

## Symptômes
Sur les olives, le champignon envahit les tissus autour de la cavité de dépôt des conidies et s'enfonce jusqu'au noyau du fruit. Il se forme, à l'extérieur, une aire nécrosée d'un cm de diamètre, l'écusson, de couleur brun-noirâtre, déprimée, parsemée de petits points noirs. Au centre de la lésion, apparaissent des points noirs, les pycnides. Les olives atteintes sont déshydratées, rugueuses et se momifient. Elles vont tomber de manière précoce ou rester suspendues par un pédoncule desséché. Ces olives ainsi atteintes ne sont plus commercialisables, spécialement celles destinées à la conserverie de table et leur trituration pour l'huile est problématique. Le rendement est faible, l'huile a une acidité forte.
L'infection est favorisée par la présence des blessures du fruit et elle a été corrélée avec la présence de la Cécidiomye de l'Olivier, parasitoïde de la Mouche de l'Olive, bien que la dalmaticose puisse être observée sans les dégâts de ces insectes.

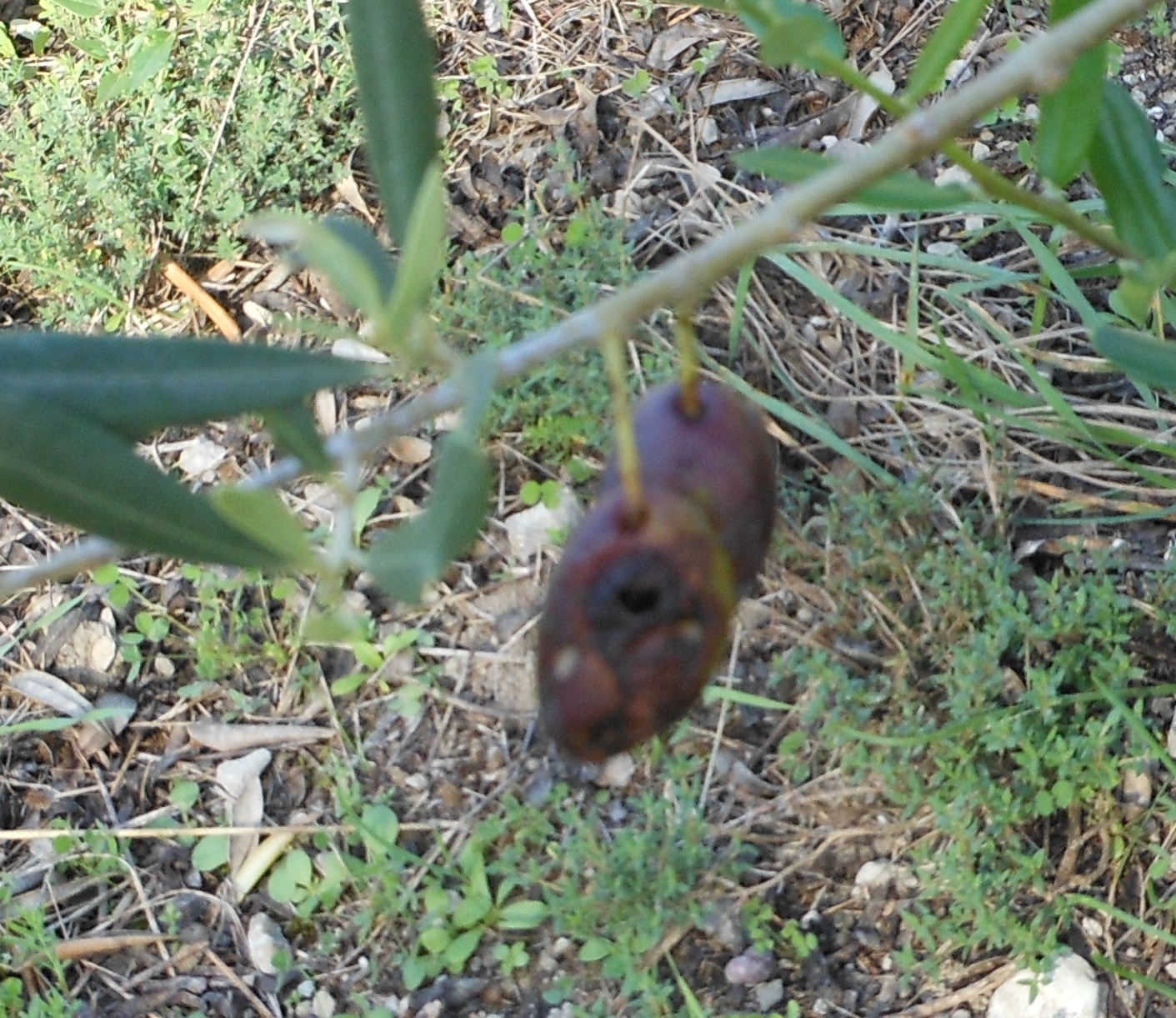
Olive picholine piquée et attaquée par la dalmaticose

## Importance économique
La fin de la campagne oléicole 2014-2015, en France, est catastrophique. Aux piqûres de la Mouche de l'Olive s'ajoute la pourriture brune des olives qui se dessèchent et sont impropres à la conserverie comme à l'huilerie.

## Sources

### Webographie
- AFIDOL : Dalmaticose : consulté le 15/08/2014.